# Lar Gand
Lar Gand, noto anche come Mon-El, Valor o M'Onel, è un personaggio dei fumetti DC Comics. È associato nell'Universo DC alla Legione dei Supereroi, a Superman e a Superboy. Il personaggio fu reinterpretato durante gli anni, ma tutte le versioni presentano poteri simili a quelli di Superman, e a volte agiva come sostituto per eroi più noti.

## Biografia del personaggio

### Halk Kar
Un precursore del personaggio di Lar Gand comparve nella storia, Superman's Big Brother, in Superman n. 80, del gennaio-febbraio 1953. Venne soprannominato Halk Kar. Il suo costume aveva un emblema molto simile a quello di Superman, ma a colori rovesciati. Questo personaggio venne creato da Otto Binder e dall'artista Al Plastino.
Nella storia, Halk Kar si schianta sulla Terra con la sua nave spaziale venendo salvato da Superman, scoprendolo sofferente di amnesia. Superman si rende conto che Halk Kar aveva una nota di Jor-El che menzionava suo figlio, quindi pensò che, non solo Halk Kar proveniva da Krypton, ma che sarebbe potuto essere un secondo figlio di Jor-El, e quindi, suo fratello maggiore.
Superman capì subito che Kar era più debole di lui, quindi, invece di sottoporlo all'imbarazzo di essere più debole del suo fratello minore, sceglie di utilizzare i suoi poteri per coprire le deficienze di Halk. Questo piano ebbe un doppio effetto, in quanto Halk Kar cominciò ad adottare un comportamento di superiorità verso lo stesso Superman, iniziando addirittura a fare delle avance alla sua ragazza, Lois Lane.
Finalmente, Halk Kar recuperò la memoria, e spiegò che proveniva dal pianeta Thoron, nello stesso sistema solare di Krypton. Anni fa, mentre stava svolgendo un viaggio pionieristico nello spazio, atterrò su Krypton con nave spaziale in pessime condizioni. Qui, incontrò Jor-El, che gli spiegò che la distruzione di Krypton era imminente ma riparò la sua astronave, indicandogli con una nota la direzione verso la Terra. Krypton esplose pochi attimi dopo, facendo finire Halk Kar in animazione sospesa finché, finito sulla Terra, non incontrò Superman, figlio di Jor-El, ormai adulto. Halk Kar ritornò su Thoron con la sua astronave, ora riparata, lasciando Superman con la breve esperienza di aver avuto un fratello.

### Mon-El
La storia di Halk Kar fu ripresa in Superboy n. 89 del giugno 1961, una storia ambientata durante la fase di Superman come Superboy, probabilmente uno dei primi spin-off a fumetti della storia. Il nome del personaggio venne cambiato in Lar Gand, il suo pianeta natale in Daxam, e venne raffigurato più giovane di Superboy. Era un esploratore atterrato su Krypton, dove Jor-El lo avvisò che il pianeta era vicino alla distruzione consegnandogli una mappa stellare utile per raggiungere la Terra, dove incontrò Superboy. Non appena ottenne dei poteri simili a quelli di Superboy, l'eroe giunse alla conclusione che costui doveva essere il suo fratello perduto, e lo chiamò Mon-El: "Mon" perché atterrò sulla Terra di lunedì (dall'inglese, Monday = Lunedì), e "El" per il nome kryptoniano di famiglia di Superboy. Adottò un'identità segreta umana di Bob Cobb allo scopo di integrarsi nella città di Superboy, Smallville.
Tuttavia, il personaggio fu raffigurato immune alla kryptonite, radioattivamente velenosa per i kryptoniani. Credendo che Mon-El lo avesse ingannato, Superboy tentò di raggirarlo a sua volta con un frammento di kryptonite fatto di piombo, che sfortunatamente si dimostrò esserne l'unica debolezza. In più, l'esposizione al piombo è fatalmente irreversibile per i daxamiti, come Mon-El spiegò, avendo recuperato la memoria. Sentendosi colpevole per aver accidentalmente avvelenato Mon-El, Superboy lo inviò nella Zona fantasma, dove sarebbe stato capace di osservare le cose che accadevano nel mondo esterno, ma come un fantasma non invecchia, il suo avvelenamento da piombo non sarebbe progredito.
Questo esilio fu provvidenziale per fornire un mezzo per ambientare, in contemporanea, le sue storie nel XXX secolo insieme alla Legione dei Supereroi. In queste storie, il membro della Legione, Saturn Girl creò un antidoto temporaneo al suo avvelenamento da piombo, consentendogli così di poter uscire dalla Zona Fantasma di quando in quando, venendo poi considerato come membro onorario della Legione. Successivamente, Brainiac 5 creò un antidoto con effetto permanente, così ne approfittò per diventare un membro della Legione a tempo pieno. Nel corso della sua lunga carriera, fu scritto che era uno dei tre membri più forti della squadra, al fianco di Superboy ed Ultra Boy, e servì due volte come leader del gruppo. Mon-El morì apparentemente per non aver preso la dose di siero anti-piombo abbastanza in tempo. Eltro Gand, un discendente lontano del suo fratello maggiore, si sacrificò per riportarlo in vita. Mon-El si sposò con la sua compagna di squadra Shadow Lass, con cui ebbe una lunga relazione.
Nel 1985, la rimodernizzazione della DC Comics degli universi dei suoi eroi in Crisi sulle Terre infinite, rimosse il passato di Superman nei panni di Superboy dalle storie del personaggio. La storia del personaggio di Mon-El rimase invariato, però, ed il suo incontro con Superboy avvenne in un "universo tascabile" creato da Time Trapper, un misterioso essere che viveva alla fine dell'universo.
Gravemente ferito e dipendente dalle macchine per vivere, durante la battaglia contro Time Trapper e dopo la morte di Superboy, Mon-El morì durante le Guerre Magiche che distrussero molta della tecnologia attraverso i Pianeti Uniti. Successivamente, Time Trapper lo riportò alla vita, sperando di utilizzare il suo corpo per preservare la sua stessa esistenza, ma Mon-El lo uccise prima che potesse manipolare ulteriormente la storia. Questo cancellò l'universo tascabile di Superboy dall'esistenza, e alterò la linea temporale. Il potere ed il ruolo di Trapper furono usurpati dal suo ex-sottoposto Glorith, e Lar Gand fu rimesso in circolazione come "Valor".

### Valor
Nella nuova realtà del "Glorithverso", Lar Gand rimpiazzò il Superboy non-esistente come ispirazione per la Legione. Come descritto nella storia "La Leggenda di Valor", Lar Gand era un supereroe operante nel XX secolo, sotto il nome di Valor. Fu in grado di fermare una seconda invasione della Terra da parte dei Dominatori, liberando migliaia di umani sui quali furono condotti esperimenti e utilizzati come colonizzatori su una serie di mondi, tra lo spazio del Domino e la Terra, una specie di "zona cuscinetto" utilizzata per prevenire invasioni future. Questi coloni ottennero poteri metaumani per via degli esperimenti e si evolsero su diversi pianeti che in futuro avrebbero poi fatto parte della Coalizione dei Pianeti Uniti. Dopo aver completato questa missione e un numero imprecisato di altre simili nel XX secolo, Lar Gand venne inviato da Glorith, uno stregone del tempo, nella Zona Cuscinetto Bgztl, per sottrarsi dalla Legione nel XXX secolo.
In questa nuova storia, Lar Gand fu ispirato dal sacrificio di suo padre nel crossover Invasione!, divenendo un eroe. Per un breve periodo fu membro della L.E.G.I.O.N., dove Vril Dox II curò il suo avvelenamento da piombo. Giocò un ruolo significante nel crossover "Eclipso: The Darkness Within", in cui Superman gli diede il nome di "Valor". In una serie omonima, Valor, fu protagonista per 23 numeri, iniziando con il nome di Lar Gand nei panni di un avventuroso giovanotto che esplora l'universo pilotando una nave spaziale dotata di Intelligenza Artificiale senziente di nome Babbage. Scopo di questi viaggi era l'incontro di numerosi alieni e civilizzazioni. Dopo il n. 12, però, le cose si fecero complicate.
Glorith continuò ad alterare la linea temporale. Tornando a quando Lar Gand era ancora un ragazzo, in un altro tentativo di vincere la sua affezione, causò accidentalmente la sua morte. Cercò pertanto di rimediare al danno, richiamando un duplicato del Valor dal tempo della Legione, per prendere il posto del suo vecchio sé, "incastrato" nel XX secolo da Waverider. Fu incaricato di completare le leggendarie azioni di Valor, come, per esempio, fermare la seconda invasione dei Dominatori e inviare i coloni metaumani sui mondi dei Pianeti Uniti, in modo che la storia del XXX secolo potesse ritornare alla normale linea temporale. Ma tali eventi furono attivati prima del previsto, cosa che produsse alcuni cambiamenti nelle avventure di Valor. Questa fu una delle tante destabilizzazioni temporali che condussero agli avvenimenti dell'Ora zero, e al "Rinnovo" della Legione.

### M'Onel
Il personaggio ricomparve dopo il rinnovamento causato dall'Ora Zero, in Superboy vol. 3 n. 17. Fu colto da amnesia, avendo solo vaghe memorie del tempo passato nella L.E.G.I.O.N. Non appena il siero di Dox terminò il suo effetto, Superboy lo piazzò nella Zona di Stasi, dove fu tenuto per mille anni prima di essere rilasciato dalla Legione e da un Superboy viaggiatore temporale, che gli iniettò il siero del suo antenato preparato da Brainiac 5. Per evitare il fervore religioso che il suo ritorno avrebbe causato, la Legione mantenne segreto il fatto che il nuovo membro della squadra era il leggendario Valor. Prese il nome di M'Onel.
Sarebbe stato un personaggio importante nella serie successiva, The Legion. Con il resto dei Legionari, M'Onel si perse quando Superboy (Kon-El) e i Teen Titans persero l'ascia del Persuasore mentre tentavano di ritornare al proprio tempo. M'Onel tentò di tenere i Legionari in una catena umana, ma fu risucchiato in un vortice. Shikari fu l'unica a riuscire a fuggire, tirata fuori dalla corrente temporale. Arrivò in un futuro cambiato, finendo nei fumetti correnti della Legione dei Super Eoi.
Quando giunsero gli eventi della Crisi infinita e il tempo e lo spazio furono reallineati e alterati ancora una volta. In questa incarnazione di Mon-El le sue imprese furono pensate per essere cancellate dalla linea temporale. Ma in Final Crisis: Legion of Three Worlds n. 2 questa versione di Mon-El riemerse così come i suoi compagni di squadra della Legione post-Ora Zero.

### "Rinnovamento" dellacontinuitydel 2004
Il personaggio fu reintrodotto nuovamente in un altro rinnovamento della storia della Legione nel 2004. In Supergirl and the Legion of Super-Heroes n. 23 del dicembre 2006, Saturn Girl avvertì una chiamata d'aiuto telepatica, proveniente da Mon-El, relegato nella Zona Fantasma. Soffriva da 1000 anni di privazione sensoriale e che stava morendo di avvelenamento da piombo. Era confuso su chi lo avesse messo nella Zona Fantasma, ma, ricordando il simbolo a forma di "S" attaccò Supergirl. Brainiac 5 creò un anti-tossina per l'avvelenamento da piombo utilizzando la kryptonite, ma finito l'effetto, Mon-El fu costretto a rientrare nella Zona Fantasma. Si scoprì in Final Crisis: Legion of Three Worlds, che, questo futuro non è quello di Terra-1, ma invece il futuro di Terra-Prime. Il passato attuale di questo Mon-El è sconosciuto.

### Post-Crisi Infinita
In concomitanza del crossover Crisi infinita, la natura del pianeta Daxam, e quindi di Mon-El, fu oggetto di ampia retcon. Divenne un remoto discendente di un umano e Bal Gand, una femmina daxamita che visitò la Terra durante l'età d'oro della cultura Inca. Ritornò su Daxam, piuttosto che lasciare che il suo bambino nascesse come una specie di semidio sulla Terra, ma riprogrammò l'astronave per ritornare sulla Terra, nel caso che la tipica xenofobia daxamita lo avesse reso necessario. Generazioni dopo, il suo discendente Lar Gand si arrese al suo istinto di fuggire dalla sempre più isolata Daxam e di viaggiare per le stelle, e fu condotto, dalla programmazione della navicella della sua antenata, sulla Terra, nel continente nordamericano.
In Action Comics Annual n. 10 del febbraio 2007 diede una nuova versione di come Clark Kent incontrò il personaggio. Si rifaceva molto alla versione degli anni sessanta, ma lo smemorato Mon-El rimase avvelenato quando Clark tentò di vedere se era un vero kryptoniano mostrandogli un pezzo di kryptonite, ma la scatola di piombo che la conteneva lo avvelenò e gli restituì la memoria. Ricordò che, arrivando sulla Terra, una tempesta solare causata da una macchia solare ruppe il contenitore del carburante della sua nave spaziale, facendolo schiantare e perdere la memoria. Di nuovo Clark lo mise nella Zona Fantasma in stasi finché il suo avvelenamento da piombo non fosse stato curato.
In Superman n. 685, Superman rilasciò Mon-El dalla Zona Fantasma per salvarlo dal collasso della dimensione alternativa. Mon-El fu curato dal suo avvelenamento da una cura anonima lasciata per lui dalla Legione. Nel XXI secolo, adottò l'identità segreta del cugino di Clark "Jonathan Kent" da Londra, e agì da protettore di Metropolis, mentre Superman si unì all'insediamento fuori della terra di Nuova Krypton, popolata da rifugiati provenienti da vari pianeti distrutti.
Per qualche tempo fece parte della Polizia Scientifica di Metropolis, finché non fu catturato dal Progetto 7734 di Sam Lane, che inscenò la sua finta morte per mano di Flamebird e Nightwing. Mon-El riuscì a fuggire, ma finì per rimanere incastrato nella Dimensione Forlorn, aiutando Capitan Atomo a liberarsi dalle grinfie di Mirabai, regina malvagia dei Forlorn e alleata del capo di Sam Lane.
Dopo la sua fuga, Mon-El ritornò a Metropolis indossando una versione del suo costume rosso e blu completo del simbolo di Superman sulla parte sinistra del petto. Aiutò la Polizia Scientifica di Metropolis a catturare il Parassita. Mon-El tentò anche di catturare Bizzarro, solo per tornare indietro quando scappò dal suo mondo. Una volta tornato a casa, Mon-El chiese a Superboy di riprogrammare Kellex, l'androide della Fortezza della Solitudine, in modo che potesse riparare la nave spaziale con la quale giunse sulla Terra. Ebbe anche una relazione sessuale con Billi Harper, nipote del Guardiano. Recentemente, su invito del Dottor Light (Kimiyo Hoshi), Mon-El si unì alla Justice League of America.

### Legione dopoCrisi infinita
Gli eventi della miniserie Crisi Infinita ricostituirono anche un'analogia della continuity della Legione pre-Crisi, come visto nella storia The Lightning Saga in Justice League of America e Justice Society of America, e nella storia "Superman and the Legion of Super-Heroes" in Action Comics. Mon-El fu inserito nei loro numeri. Nell'ultima storia, fu rivelato che Mon-El fu bandito nella Zona Fantasma da Earth-Man.
Nella miniserie Crisi finale: la Legione dei 3 mondi, che seguì Superman and the Legion of Super-Heroes, Mon-El fu salvato dalla Zona Fantasma dai suoi compagni di squadra. Dopo aver lasciato la Zona, Mon-El soffrì nuovamente del suo avvelenamento da piombo, ma come in passato, fu salvato dal siero creato da Brainac 5. Lui e Shadow Lass furono inviati in missione su Oa per reclutare il solitario Sodam Yat, l'ultimo Guardiano dell'Universo, nella guerra contro Superboy-Prime e la Legione dei Supercriminali.

## Poteri e abilità
In generale, le abilità di Lar Gand, e di altri daxamiti, sono identiche a quelle di Superman e degli altri kryptoniani: superforza, supervelocità, volo, vista a raggi-x, calorifica, microscopica e telescopica, invulnerabilità e superudito, con tre eccezioni:
- è vulnerabile al piombo, invece che alla kryptonite;
- l'avvelenamento da piombo per i daxamiti è irreversibile[3], e Lar è tenuto in vita attraverso la regolare iniezione di un siero anti-piombo, come quello creato e modificato da Brainiac 5;
- in alcune incarnazioni, le radiazioni di una stella rossa non lo privano dei suoi poteri, come avrebbero fatto con la maggior parte dei daxamiti e dei kryptoniani.

In alcune incarnazioni della Legione, Lar Gand è considerato il membro più potente della squadra.

## Altri media
- Nell'episodio di Seinfeld, "Il Maestro", venne rivelato l'alias di Mon-El: Bob Cobb, ma preferì che la gente non lo chiamasse con il suo nome reale, preferendo farsi chiamare "Il Maestro".
- Nella serie animata Legion of Super Heroes comparve un Legionario di nome Superman X, concettualmente basato su Mon-El, Kon-El e l'Eradicatore. Questo legionario indossava un costume costituito di elementi tratti da tutti e tre i costumi degli altri eroi. Come Mon-El, Superman X soffriva di debolezza verso la kryptonite e fu trattato come un fratello dal vero Superman. Secondo il produttore della serie James Trucker, Superman X fu specificatamente creato per riempire il ruolo creato per Mon-El dopo le voci della Warner Bros. che lo volevano eliminare.
- Mon-El è interpretato da Chris Wood nella serie televisiva Supergirl della CBS, appartenente all'Arrowverse, dove viene introdotto come principe di Daxam. Lar Gand è il nome del padre di Mon-El, re di Daxam, interpretato da Kevin Sorbo, doppiato in italiano da Mario Cordova.